# F220
F220 es una banda de nu metal cristiano procedente de la ciudad de Soyapango, en la capital de San Salvador, El Salvador. Sus integrantes profesan la fe cristiana y sus canciones tienen un mensaje positivo y Cristocentrico.

## Inicios

### 1997: Destino
En 1997 durante el bachillerato Emerson Ortiz y Carlos Duque se conocen y se proponen entre ambos formar un grupo de música. Fue entonces que conocieron que Alfredo y Luis García también querían hacer música. Iniciaron como la banda Destino. Su estilo de música se inclinaba más a Alabanza Congregacional. Su única presentación fue en el último devocional del año lectivo de su colegio, Luego la banda se separó.

### 2000: Fuerza Extrema
En octubre de 2000 Alfredo, Luis, y Emerson planearon que la banda continuara. Casi al mismo tiempo Alfredo se encontró con Duke y dialogaron para que Destino renaciera. La banda se reunió de nuevo con las expectativas de evangelizar con música que no fuera alabanza congregacional, sino algo un poco más "juvenil" además Carlos Ortiz se unió como segundo vocalista y Ricardo Castillo como segunda guitarra.

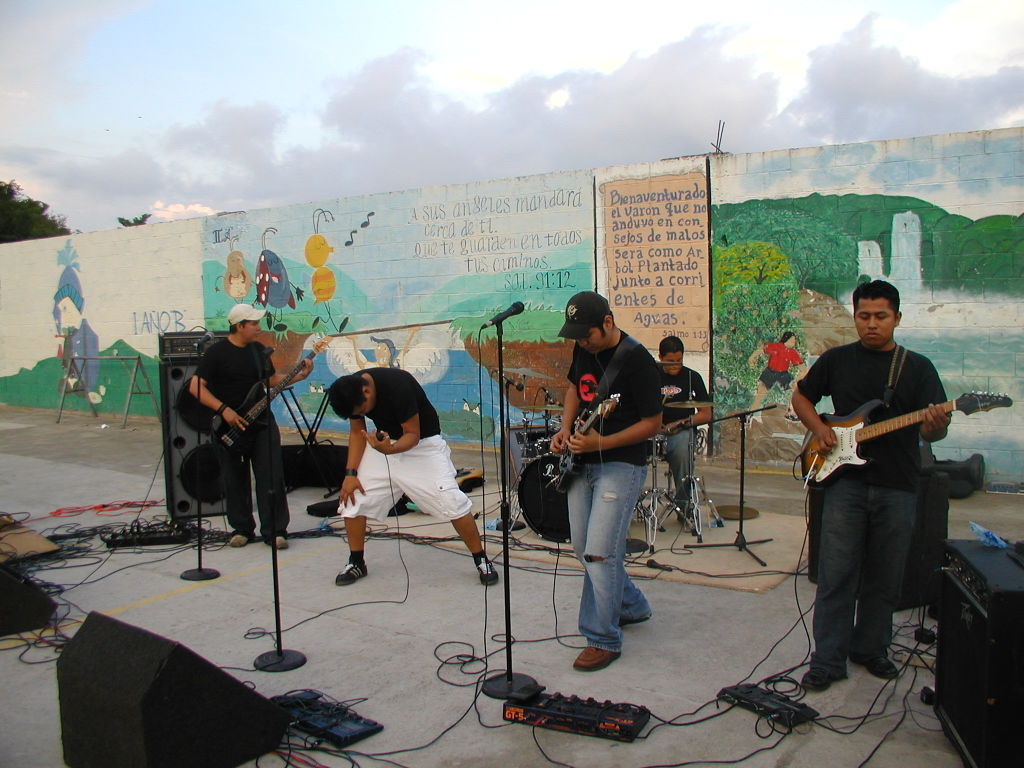
Exodus antes de ser F220 con el exmiembro Vladimir Díaz.

Como historia clásica de banda de rock iniciaron ensayando en una cochera (de los García) y tocando covers de bandas como Guardian y Audio Adrenaline, entre otras. Pero no faltó mucho tiempo para que la idea de tocar un género diferente y propio les impulsara a componer sus propias canciones. Intentando hacer lo que llamaban "Rock Experimental" con influencias de bandas cristianas como Petra, STRYPER, Narnia, entre otros y también fuertemente influenciado por el rapcore, estilo que estuvo de moda en ese momento y el sonido de la banda se definió más como Rock Alternativo. Se decidió entonces cambiar el nombre de la banda a Fuerza Extrema. Esta banda se fue dando a conocer lentamente en los llamados "Concierto Calle" o "Conciertos Underground". Siguieron así aproximadamente 3 años hasta que Emerson dejó la banda para trabajar en otro proyecto y Fuerza Extrema estuvo en un momento de "pausa" indefinido. Esta banda nunca grabó su material en la época en que se encontró activa. 
Luego de la inactividad en unos meses, Ricardo y Carlos se retiran y el resto de la banda vuelve a tomar el proyecto, pero solo se presentan una vez en un concierto y deciden hacerlo con otro nombre: Exodus. Se integran a la banda Moises Vides en la batería y Vladimir Diaz como segunda guitarra. Posterior a eso Vladimir dejó la banda para trabajar en otros proyectos al igual que Duke, quedando así a Alfredo, Luis y Moises.

### 2005: F220
En este año, retoman el proyecto pero como ya había una banda que se llamaba Exodus, decidieron cambiar el nombre a F220. El nombre hace referencia a la cita bíblica Efesios 2:20, que dice: "... edificados sobre el fundamento de los apóstoles y profetas, siendo la principal piedra del ángulo Jesucristo mismo...". Esto refleja en lo que la banda cree y está fundamentada. Finalmente, la escritura del nombre se limitó a una “F” mayúscula y el número 220. Alfredo García toma el puesto de cantante y empiezan a grabar una serie de canciones que servirían como un demo en la casa de Duke. Algunas canciones eran procedentes de la época de Fuerza Extrema.

## Angelical Records, EP y Subterránica
En 2006 conocen por medio de José Ángel Rosales (cantante y guitarrista del grupo Saeta) a Mario Pérez y Erick Lauis de Angelical Records, una pequeña compañía disquera que estaba empezando. Días después firman el acuerdo de con Angelical Records, siendo esta la primera banda oficial de esta disquera. Antes de esto la banda solo tenía demos de ensayos grabados en formato casete, los cuales fueron presentados a la disquera quien propuso a la banda definir un género diferente al que tocaban anteriormente, reamornizando canciones y cambiando ritmos para adaptarse a un estilo más fresco y es de esta manera como la banda adopta el Nu Metal como género que más identifica su sonido.
Se empieza a grabar un demo de 2 canciones. Estas son "Todo Lo Que Soy" y "Brazos Abiertos". Por motivos de arreglo musical, se tuvieron que grabar de nuevo, esta vez con la re-integración de Josué Duke a la banda. Estas canciones se convertirían en su primer EP homónimo. Mientras se grababa, la banda estaba interesada en participar en un programa que la Radio Femenina (una radio de El Salvador) estaba promoviendo. Este se llama Subterranica, en la cual consiste en explotar la música Salvadoreña. Las canciones no estaban del todo terminadas y se planeaban repetirlas una tercera vez, pero aun así decidieron llevar las canciones a la radio. La sorpresa de ellos fue que al entrar a la radio, los esperaba una entrevista y la programación inmediata de las canciones durante el programa. En el transcurso de 2 semanas, la canción "Todo Lo Que Soy" sonaba regularmente en esa radio, haciéndola estar en la posición #8 de 10 en la lista del programa Subterránica. A la siguiente semana la canción se posicionó en el #2, convirtiéndola en el primer éxito radial de F220. La canción se mantuvo en el puesto #2 por 8 semanas seguidas. A raíz de eso, F220 fue nominado como Mejor Banda Nü Metal en los premios que otorgaba esta radio. Fueron nominados 2 años consecutivos. El Jueves 13 de septiembre de 2007, Angelical Records y F220, como agradecimiento a todos aquellos que han asistido a sus conciertos con regularidad como apoyo a esta banda, deciden distribuir en forma gratuita dar el EP.

## Real
A partir de 2007 y a raíz de la creciente actividad de la banda en eventos de música underground, conciertos juveniles cristianos y a medida que se hicieron conocidos se empezó a grabar su primer material discográfico que se llamará "Real" y contiende 10 canciones. Entre ellas están: las nuevas versiones de "Todo Lo Que Soy" y "Brazos Abiertos", "Real", "Tatuaje", "Alto Es" entre otros. Este álbum prometió ser algo muy diferente y reflejó los años de esfuerzo que se llevó a cabo en la época de Fuerza Extrema. El álbum se lanzó el domingo 22 de marzo de 2009.
Durante lo que resto de 2009 la banda realizó una gira de medios en las principales radios cristianas, programas de música juvenil de El Salvador y "Real" obtuvo una aceptación muy buena de parte de sus seguidores.  Esto les ayudó a obtener oportunidades de tocar en varias partes del país, incluyendo actividades juveniles de iglesias, colegios, conciertos underground en salas y bares reconocidos de la época como La Luna Casa y Arte, JaRock y el Buhos. Josué Duke estaba muy ocupado en su trabajo así que la banda decidió encontrar un reemplazo para los conciertos a los cuales él no podía asistir. Harold Pineda, un amigo cercano a la banda y fiel seguidor, se les unió al proyecto dándole a la banda una experiencia diferente, ya que una de las influencias de Harold era la música Deathcore. Si Duke podía cantar en el concierto, Harold cantaba junto con él. Durante el comienzo y mediados de 2010 Duke y Harold estuvieron compartiendo escenario. 
El 24 de agosto de 2010, según fue publicado en su página de Facebook "por decisiones personales Carlos Josue Duke deja de formar parte de F220". Duke decide hacer material propio que promete ser diferente a lo que hacia con la banda. Fundando en ese momento una nueva banda junto a su hermano Diego Duke la cual se llama S.A.N.G.R.E (S.alvacion A.través de N.uestro G.uerrero y R.edentor E.eterno) 
Para 2011 Harold continuó ensayando constantemente con la banda para poder acoplar su voz a las canciones. El 14 de octubre Luis García publica en la página oficial de F220 en Facebok: "estamos preparando cosas nuevas, cara nueva, nuevas experiencias y más..." La banda se había mantenido ensayando y componiendo música y realizaron una gira a finales de 2011 en los principales sitios de música rock de El Salvador y participaron en el festival Rock en tu Calle de Tegucigalpa Honduras.

## Despierta EP
En 2011 Harold decide dejar la banda para dedicarse a otro proyecto. Moisés, al igual, deja la banda para dedicarse al ministerio de alabanza de su iglesia. Aunque solo quedan Luis y Alfredo, ellos siguen haciendo música para su proyecto, al cabo de un tiempo el baterista de Fuerza Extrema se une nuevamente, Emerson Ortiz regresa a F220 dando su toque nuevamente. De 2012 a 2013 la banda se redujo a un trío; Emersson, Luis y Alfredo, para esta época la banda frecuentó varios lugares de ensayo entre la casa de Erick Larios, la casa de Luis García y MNP Estudio donde continuaron componiendo y pre-produciendo un nuevo disco del cual solo vieron la luz cuatro canciones en formato EP. Esta producción fue presentada el 28 de junio de 2014 en un concierto gratuito y lanzada en formato CD y descarga digital al mismo tiempo. El nombre del EP también es tomado de la primera canción: "Despierta" siempre bajo el sello de Angelical Records, para esta producción la banda impulsó la campaña de redes sociales "Vive en Integridad" junto con la juventud de Iglesia Cristiana Conquistadores, la cual consistía en mensajes y frases al estilo de reto para instar al lector a "Vivir en Integridad" y durante el resto del año la banda se dedicó nuevamente a una gira de medios y retomar los conciertos en los lugares antes frecuentados volviendo a salir de las fronteras pero esta vez a un festival en Xela, Guatemala. Durante esta época la banda también contó con Mario Gerson Hernandez como guitarrista para algunas presentaciones en vivo.

## Por el Honor
De 2015 al 2017 la banda estuvo inactiva en cuanto a conciertos y presentaciones pues Emerson Ortiz cuya familia tiene llamado a misiones se muda a Cuenca, Ecuador y deja la banda. Nuevamente Luis y Alfredo continúan con el proyecto de manera pasiva y se reintegra a la banda Vladimir Diaz. Para 2018 la banda mantuvo expectativa en sus redes sociales pues el plan era retomar seis de las canciones que no se pudieron producir en 2014 y sumar otras para lanzar una siguiente producción, sin embargo por razones familiares de Luis y Alfredo el proyecto se quedó solo en expectativa y además Luis García falleció el 11 de diciembre del 2018 dejando a la banda diezmada pues Luis se encargaba de toda la promoción, páginas web y relaciones públicas de la banda. Este fue un golpe duro que detuvo a la banda por completo. 
Posteriormente Alfredo García quien es el principal compositor de la banda y quien se encargó por años de la parte técnica retomó el proyecto durante la crisis de COVID19 del 2020, produciendo un video musical de la canción "Alto Es" de manera colaborativa en sesión remota de los músicos, cada quien en su casa debido a la cuarentena, reuniendo de virtualmente en una de las mejores alineaciones de músicos a Moises Vides (batería), Vladimir Diaz (guitarra), Mario Gerson Hernandez (guitarra) y Alfredo García en la voz y bajo. El video fue publicado en el canal de YouTube personal de Alfredo García llamado GuitarraParaTodos. 
Luego de este esfuerzo y la aceptación de los seguidores de la banda, Alfredo García decide producir de manera independiente en su estudio personal las canciones que quedaron pendientes en 2018, además compuso una canción nueva llamada "Por el Honor" que le da el nombre al disco. Esta producción incluye la versión audio del video de "Alto Es" una nueva versión de la canción "El que habita" y nueve canciones más para hacer un total de doce canciones entre las cuales se encuentra la canción "El que está en mi" que cuenta con la colaboración de Josué Duke (vocalista de la banda en Real). Este disco fue producido de 2020 al 2021 y lanzado periódicamente en tiendas virtuales y sitios de streaming una canción al mes a partir de marzo de 2022 hasta febrero de 2023. Aunque esta producción no se hizo bajo el sello de Angelical Records, F220 contó con la colaboración y apoyo de sus fundadores en aspectos técnicos y asesoría.

## Desconectado y nuevos proyectos
Durante la época de mayor actividad de la F220 entre 2008 y 2012; la banda se acopló a distintas actividades de iglesias cristianas como campamentos, vigilias o actividades juveniles preparando un repertorio de versiones acústicas, las cuales fueron grabadas por Alfredo García como demo pensando en el potencial que estas versiones poseen al ser un estilo más apliamente escuchado siendo la semilla del Álbum de versiones acústicas llamado "Desconectado" producido en 2022 el cual contendrá una selección especial de nueve canciones incluidas en producciones anteriores más dos canciones nuevas para hacer un total de once canciones. 
El lanzamiento de este álbum se proyectó en 2023 y la dinámica consiste liberar periódicamente en tiendas virtuales y sitios de streaming una canción cada 15 días durante 7 meses, empezando el 15 de febrero. Nuevamente este material ha sido grabado y producido de forma independiente.
Actualmente F220 es una "banda de estudio" es decir, que no se encuentra activa ensayando o participando en eventos musicales, sino que solo esta produciendo canciones de manera independiente. Como toda banda de rock cristiano las presentaciones en vivo de la banda, cuando se trataba de una iglesia el set list incluyó ciertas canciones o alabanzas congregacionales al versionadas al estilo de la banda que estaban en boga, desde 2007 la banda pensó en un disco enteramente dedicado a estas canciones el cual se encuentra en producción y se espera sea lanzado en 2024. La banda no descarta la posibilidad de reunirse para alguna participación especial y darle continuidad al esfuerzo de todos estos años.

## Discografía
| Nombre         | Fecha de Lanzamiento            | Tipo                         | Formato                      | Productora        |
| -------------- | ------------------------------- | ---------------------------- | ---------------------------- | ----------------- |
| F220 (EP)      | Octubre 2006                    | Álbum EP                     | CD                           | Angelical Records |
| Real           | Marzo 2009                      | Álbum de estudio             | CD y descarga virtual        | Angelical Records |
| Despierta (EP) | Junio 2014                      | Álbum EP                     | CD y descarga virtual        | Angelical Records |
| Por El Honor   | Marzo de 2022 a febrero de 2023 | Álbum de estudio             | Descarga virtual y Streaming | Independiente     |
| Desconectado   | Febrero 2023 (en proceso)       | Álbum de versiones Acústicas | Descarga virtual y Streaming | Independiente     |

## Curiosidades
EP Fuerza eXtrema
De la época de Fuerza Extrema existe material de ensayos grabados en formato casete en poder de Alfredo García, quien con la iniciativa de rescatarlo tomó la decisión de producir desde cero un EP, ya que nunca se grabó material oficial mientras la banda estuvo activa bajo ese nombre. Dicho EP homónimo a la banda cuenta con 5 canciones y fue lanzado en 2021 de manera digital en tiendas y sitios de streaming, cuatro de las canciones "ineditas" conservaron el puro estilo de la época y una de las canciones -"Tatuaje"- grabada en su versión original (punk) que anteriormente fue anteriormente rearmonizada e incluida en lo que sería el primer disco de F220.
Los instrumentos de este EP fueron grabados completamente por Alfredo García en su estudio personal durante el tiempo de cuarentena por la pandemia de COVID19. Las voces de Josué Duke y Carlos Ortiz fueron grabadas en sus estudios personales el primero desde el Salvador y el segundo en España. Posteriormente Alfredo García mezcló y masterizó todo el proyecto.